# عضله تراکیالیس
عضله تراکیالیس (انگلیسی: Trachealis muscle) در خلف نای و جلوی مری قرار دارد.